# Plainville (Eure)
Plainville – miejscowość i gmina we Francji, w regionie Normandia, w departamencie Eure.
Według danych na rok 1990 gminę zamieszkiwało 171 osób, a gęstość zaludnienia wynosiła 27 osób/km² (wśród 1421 gmin Górnej Normandii Plainville plasuje się na 730 miejscu pod względem liczby ludności, natomiast pod względem powierzchni na miejscu 583).